# Stanisław Ulicki

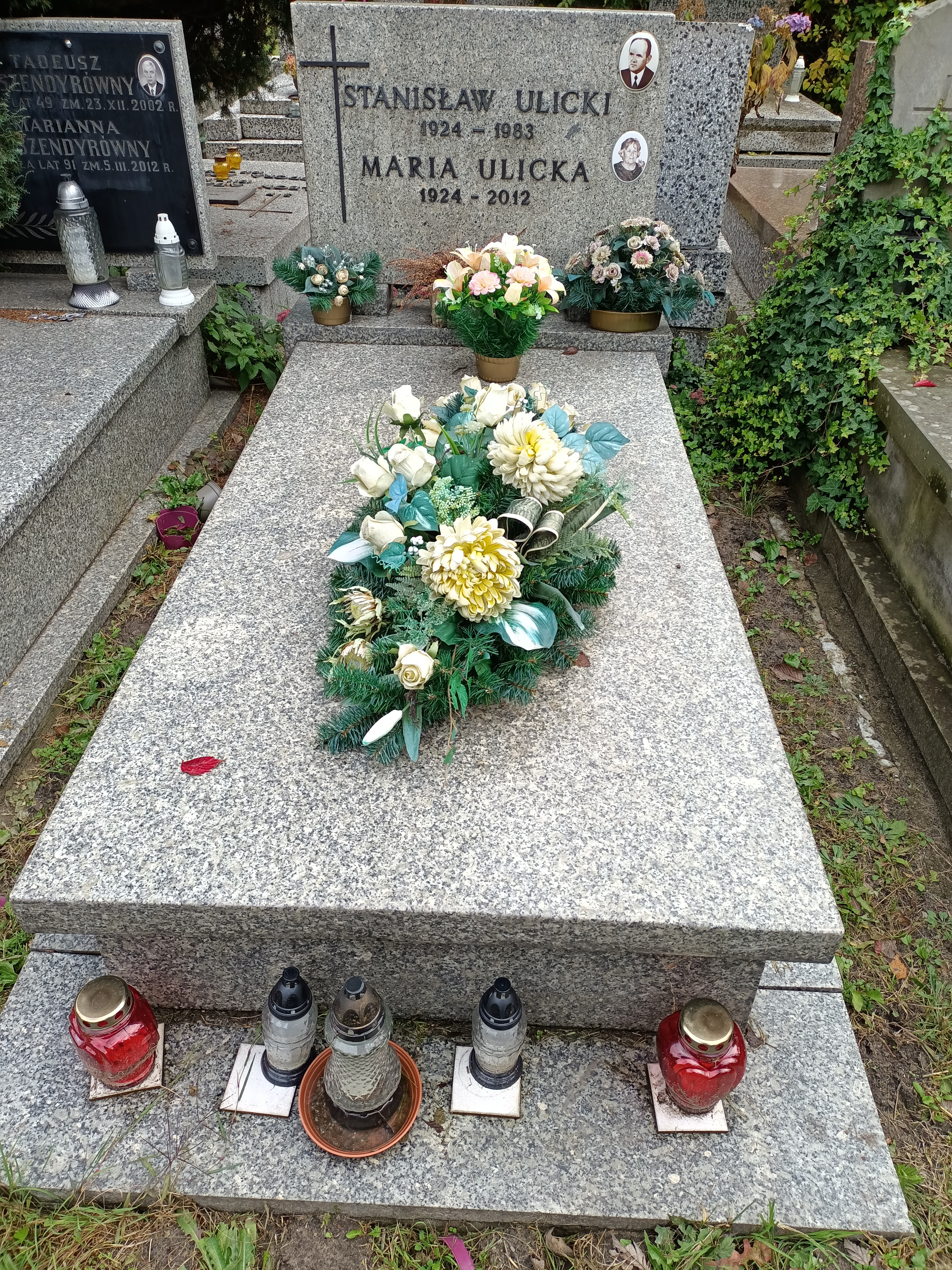
Grób Stanisława Ulickiego na Cmentarzu Wojskowym na Powązkach

Stanisław Ulicki (ur. 21 listopada 1924 w Sobanicach, zm. 28 października 1983) – polski rolnik, działacz komunistyczny, poseł na Sejm PRL II i III kadencji.

## Życiorys
Uzyskał wykształcenie średnie, z zawodu był rolnikiem. W czasie okupacji niemieckiej należał do Gwardii Ludowej i Armii Ludowej. Wstąpił do Polskiej Partii Robotniczej, a następnie do Polskiej Zjednoczonej Partii Robotniczej. W strukturach PZPR pełnił funkcję I sekretarza Komitetu Powiatowego w Płońsku.
W 1957 i 1961 uzyskiwał mandat posła na Sejm PRL w okręgu Nowy Dwór Mazowiecki i Ciechanów, przez dwie kadencje zasiadał w Komisji Spraw Wewnętrznych.
Pochowany na cmentarzu wojskowym na Powązkach.